# Huittinen

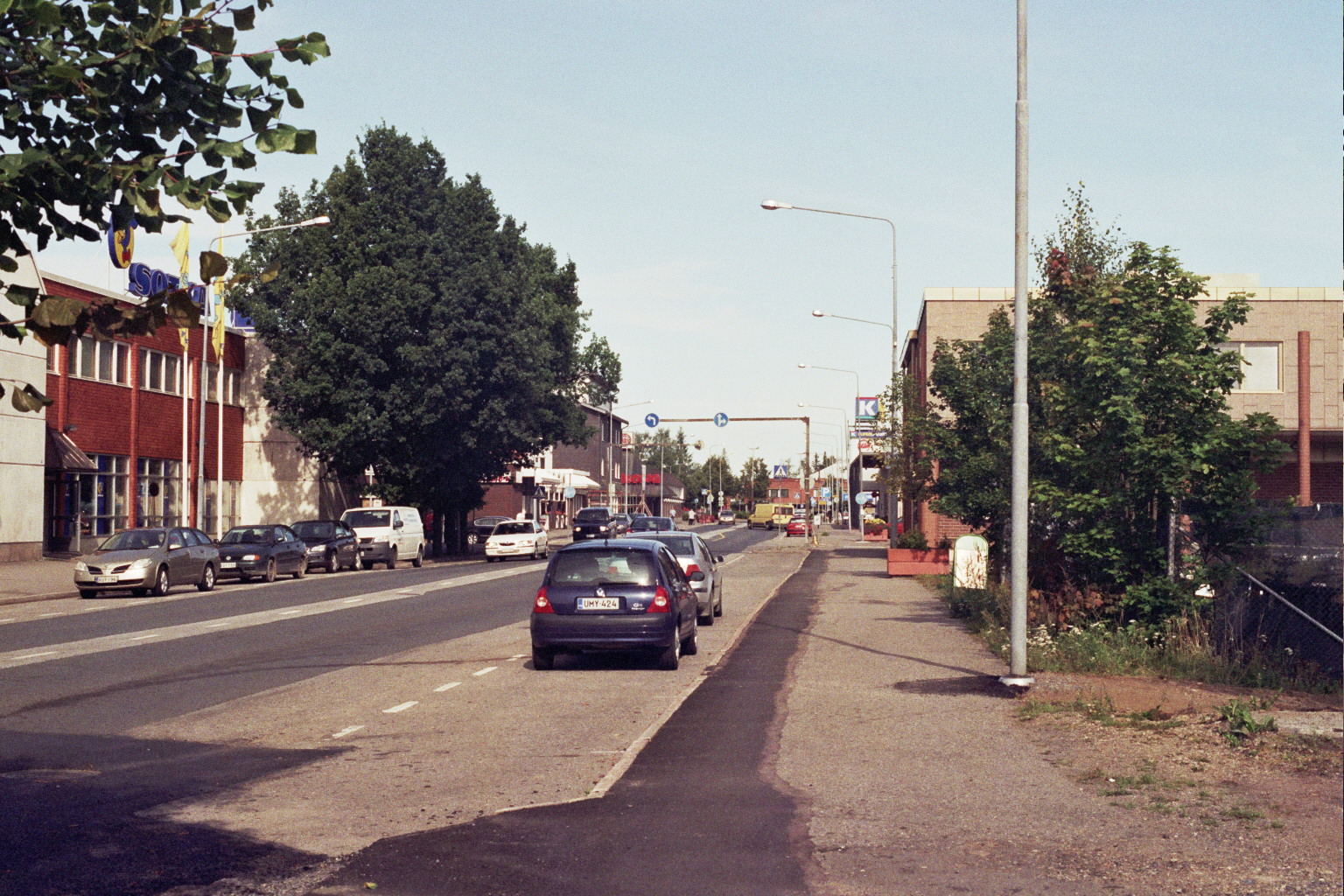
Nhìn từ Lauttakylä, trung tâm Huittinen

Huittinen là một thị xã và đô thị của Phần Lan.
Vị trí ở tỉnh của Tây Phần Lan thuộc vùng Satakunta. Đô thị này có dân số 9.099 người và diện tích 395,36 km² trong đó có 5,12 km² là diện tích mặt nước. Mật độ dân số là 23.0 người trên mỗi km².
Dân đô thị này chỉ sử dụng tiếng Phần Lan
Risto Ryti, cố tổng thống Phần Lan, sinh ra ở Huittinen năm 1889.